# Saint-Laurent-le-Minier
 Saint-Laurent-le-Minier  es una población y comuna francesa, situada en la región de Languedoc-Rosellón, departamento de Gard, en el distrito de Le Vigan y cantón de Sumène.

## Demografía
| 603 | 610 | 448 | 384 | 340 | 362 |
| Para los censos de 1962 a 1999 la población legal corresponde a la población sin duplicidades (Fuente: INSEE [Consultar]) |     |     |     |     |     |